# Ich laß mir meinen Körper schwarz bepinseln
Ich laß mir meinen Körper schwarz bepinseln ist ein Lied der deutschen Komponisten Friedrich Hollaender und Robert Liebmann, das für den Film Einbrecher aus dem Jahr 1930 geschrieben und von dem Schauspieler Willy Fritsch gesungen wurde.

## Hintergrund
Das Lied Ich laß mir meinen Körper schwarz bepinseln entstand als eines von mehreren der Filmkomponisten Friedrich Hollaender und Robert Liebmann für das Ehedrama Einbrecher der Universum-Film Aktiengesellschaft (Ufa) aus dem Jahr 1930. In dem frühen Tonfilm spielten neben Willy Fritsch unter anderem Lilian Harvey und Heinz Rühmann in den Hauptrollen mit. Das Lied wird in dem Film in einer Szene gespielt, in der der Einbrecher Durand, gespielt von Willy Fritsch, von der Polizei verhaftet werden soll. Er spielt es am Klavier stehend, während Renée, gespielt von Harvey, und ihr Verehrer Sérigny, gespielt von Rühmann, dazu tanzen und die Polizisten in der Tür stehen und warten, bis es beendet ist.
Im gleichen Jahr erschien das Lied bei der Schallplattenfirma Parlophon als 10-Inch-Schellackplatte zusammen mit dem ebenfalls aus dem Film stammenden Lied Laß mich einmal deine Carmen sein, gesungen von Lilian Harvey.

## Musik und Text

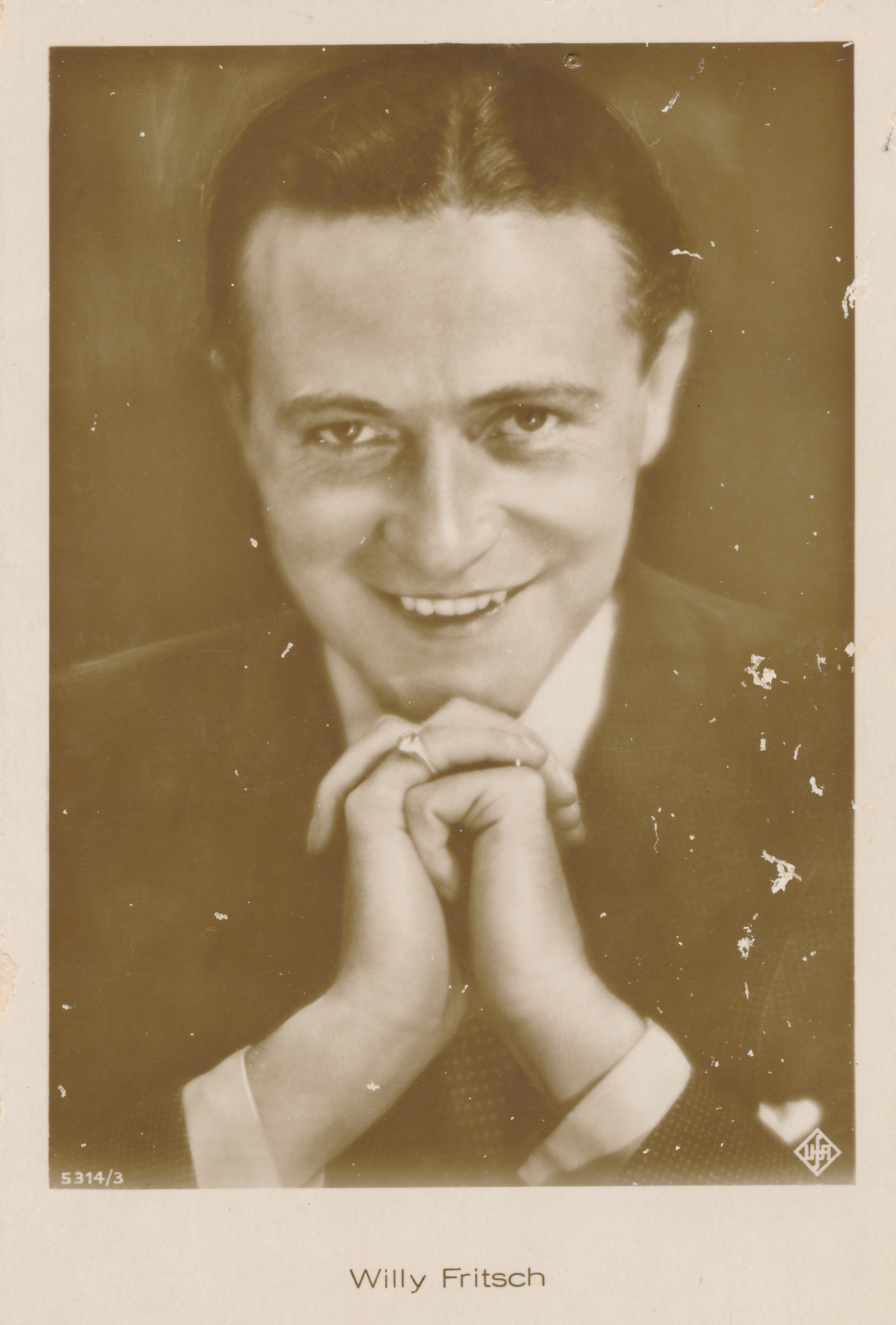
Willy Fritsch, 1930. Ross-Verlag

Obwohl Fritsch im Film das Lied scheinbar nur am Klavier begleitet, wird es nach der ersten Strophe von einem vollständigen Rundfunkorchester gespielt. Es ist ein Jazz-Tanzlied im 4/4-Takt mit Bläsern, Klavier und Chorgesang. Im Text beklagt sich der Sänger über die Zwänge durch die Kleidung und das Leben im modernen Paris und baut sich eine eigene Welt auf, in der er seinen Körper „schwarz bepinseln“ lässt und auf die Fidschi-Inseln zieht, wo er als „Fidsche“ leben will:

„Dort ist noch alles noch paradiesisch neu

Ach Wie ich mich freu - Ach Wie ich mich freu

Ich trage nur ein Feigenblatt mit Muscheln Muscheln Muscheln

und geh mit ’ner Fitschi-Puppe

kuscheln kuscheln kuscheln.

Von Bambus richte ich mir eine Klitsche ein,

ich bin ein Fidsche - will ein Fidsche sein!!“

In der später im Studio erfolgten Schallplatten-Aufnahme des Titels ändert Fritsch gegen Ende des Stücks die letzte Zeile des Refrains scherzhaft in "ich bin der Fritsche, will der Fidsche sein!"

### Anspielungen
Friedrich Holländer nimmt mit diesem Stück satirischen Bezug auf das sogenannte Preußenlied, Ich bin ein Preuße, kennt Ihr meine Farben?. Bei den Textzeilen "Vom Bambus richte ich mir eine Klitsche ein, ich bin ein Fidsche – will ein Fidsche sein!" handelt es sich um ein fast notengleiches Musikzitat der im Preußenlied verankerten Zeilen "Sei’s trüber Tag, sei’s heit'rer Sonnenschein, ich bin ein Preuße, will ein Preuße sein!"
Die sogenannten "Farben eines Preußen", nach denen das Preußenlied in seinem Titel fragt, waren das Schwarz-Weiß-Rot der Preußischen Fahne. In seiner Jazz-Komposition, deren musikalischer Ursprung in der Afroamerikanischen Musik, seinerzeit synonym auch "schwarze Musik" genannt, zu finden ist, stellt Holländer hingegen die Farbe Schwarz in den Vordergrund, mit der sich der Protagonist des Titels bemalen lässt, sprich: wiederum als seine Farbe zu eigen macht. Dies kann, wie das gesamte Musikstück Holländers, als Gegenentwurf zum Preußentum interpretiert werden, dem der Protagonist entfliehen will und zugleich als Provokation konservativer Kreise, in denen "schwarze" Jazzmusik und die damit verbundene lockere, fröhliche Lebensart seinerzeit verpönt war. Die Entstehung des Titels 1930 fällt in die Zeit des wiedererstarkenden Nationalismus und Konservatismus durch die Annäherung der Deutschnationalen Volkspartei, welche plante, die schwarz-weiß-rote Fahne wieder als offizielle Landesflagge einzuführen, an die NSDAP, deshalb darf angenommen werden, dass Holländer von der gesellschaftlichen Strömung nicht unbeeinflusst blieb.

## Coverversionen
Das Lied Ich laß mir meinen Körper schwarz bepinseln wurde vereinzelt gecovert. So sang es etwa Tommi Piper im Jahr 1976 auf seinem Album Entertainer und James Last veröffentlichte es im gleichen Jahr auf seiner Sing Mit Party 5 als Medley zusammen mit Charly, laß Dir einen Bart steh’n von Daffi Cramer. Max Raabe & das Palast Orchester griffen es 1990 für das Album Kleines Fräulein, einen Augenblick – Folge 2 auf und spielten es auf mehreren Live-Auftritten. 1996 erschien eine Aufnahme von Annette Postel auf ihrem Album Bella Musica und das Blamu Jatz Orchestrion spielte es 2010 auf Die Bessren Ältren Herrn. 2021 war es zudem auf dem Album Aranea Peel singt klassische deutsche Chansons von Grausame Töchter enthalten.

## Belege
1. 1 2  Willy Fritsch: "Ich lass mir meinen Körper schwarz bepinseln" (1930), Szene auf youtube.com; abgerufen am 21. April 2022.
2. ↑  
Lilian Harvey / Willy Fritsch – Laß mich einmal deine Carmen sein / Ich laß mir meinen Körper schwarz bepinseln bei Discogs; abgerufen am 21. April 2022.
3. ↑  Studioaufnahme: Willy Fritsch Ich laß mir meinen Körper schwarz bepinseln / Odeon O-11392b. Youtube, abgerufen am 23. April 2022.
4. ↑  Ich bin ein Preuße, kennt ihr meine Farben? Youtube, abgerufen am 23. April 2022.
5. 1 2  Ich laß mir meinen Körper schwarz bepinseln auf cover.info; abgerufen am 21. April 2022.
6. ↑  
Tommi Piper – Entertainer bei Discogs; abgerufen am 21. April 2022.
7. ↑  
James Last – Sing Mit Party 5 bei Discogs; abgerufen am 21. April 2022.
8. ↑  
Max Raabe & das Palast Orchester – Kleines Fräulein, Einen Augenblick - Folge 2 bei Discogs; abgerufen am 21. April 2022.